# Shane Brox
Shane Brox (født 8. november 1968) er en dansk kunstner, børnebogsforfatter og tidligere vært for børne-udsendelsen Shanes Verden på DR1.
Brox er født i Canada, men flyttede siden til Norge med sin norske mor og danske far. Efter gymnasiet flyttede han imidlertid til Danmark for at studere design på Designskolen i Kolding. Her blev han færdig i 1991 og blev med det samme headhuntet af tøjgiganten Levi's. Efter 12 år i Frankfurt og Bruxelles som designer rejste han tilbage til Danmark.
I 2003 begyndte han at optræde for børn. Omdrejningspunktet var Brox' egen kreative barndom med leg og byggeri af kunstfærdigt udførte legesager bestående af almindeligt husholdnings affald som feks. køkkenruller, mælkekartoner og tabte frakkeknapper og plastik propper. Kun fantasien satte grænser for hvad der kunne bruges.
Konceptet blev siden udviklet i samarbejde med DR1, hvor udsendelsen Shanes Verden blev godt modtaget. I 2008 kunne Shane Brox således høste tv-prisen "Årets Børne- og Ungdomsprogram".
I 2013 præsenterede han julekalenderen Jul på Slottet i programmet Shane viser Jul på Slottet på DR Ramasjang.
Shane Brox har indtil videre skrevet 22 børnebøger.
I 2023 trådte Brox’ karriere ind i et nyt kapitel med soloudstillingen Beauty in the Beast i Nikolaj Kunsthal, der viste surrealistiske skulpturer lavet af genbrugstekstiler. Herefter fulgte en større skulpturkommission for Danske Bank i 2024 og en separatudstilling med tekstile vægskulpturer i Galleri Kant og deltagelse på Enter Art Fair senere samme år.
Brox beskriver sin kunstneriske filosofi som en rejse mod at aflære betinget adfærd og genfinde et autentisk kreativt selv:
 "Kroppen af mit arbejde kredser om at afgive frygt og de betingede mønstre, der negativt påvirker vores beslutninger og oplevelser. Ved at give slip på kontrol og nægte at give efter for frygt, udforsker jeg frigørelsen fra personlig bagage. Gennem denne proces stræber jeg efter at udforske og afsløre nye, autentiske sider af selvet. Samtidig inviterer jeg andre til at dele denne transformative oplevelse gennem sanserne – synet, berøringen og følelsen af bløde tekstilskulpturer."